# Konstandinos Tsiklitiras
Konstandinos Tsiklitiras, també conegut com a Kostas Tsiklitiras —en grec: Κωνσταντίνος Τσικλητήρας — Pilos, Pilos, Grècia 30 d'octubre de 1888 - ? 10 de febrer de 1913) fou un atleta grec, que destacà a principis del segle xx i guanyà quatre medalles olímpiques.
Va néixer el 1888 a la ciutat de Pilos, població a la prefectura de Messènia, que en aquells moments formava part del Regne de Grècia i avui dia forma part de la República de Grècia. El 1905 inicià els estudis de medicina a Atenes.
Va participar, als 17 anys, en els Jocs Olímpics d'Estiu de 1906 realitzats a Atenes (Grècia), els anomenats Jocs Intercalats i no reconeguts oficialment pel Comitè Olímpic Internacional (COI), on fou sisè en la prova de salt d'alçada aturat i vuitè en la prova salt de llargada aturat. En els Jocs Olímpics d'Estiu de 1908 celebrats a Londres (Regne Unit) va aconseguir guanyar la medalla de plata en aquestes dues proves, passant a guanyar en els Jocs Olímpics d'Estiu de 1912 celebrats a Estocolm (Suècia) la medalla de bronze en la prova de salt d'alçada aturat i la medalla d'or en el salt de llargada aturat, establint un nou rècord olímpic amb un salt de 3.37 metres.
Va morir el 1913 en un lloc desconegut a conseqüència d'un brot de meningitis contret durant la seva participació en les Guerres Balcàniques. La seva casa familiar, a Pilos, acull un museu amb els seus èxits atlètics.